# عمل الشعب
عمل الشعب (بالفرنسية: L’Action du Peuple)‏ هي أول جريدة تصدرها الحركة الوطنية المغربية باللغة الفرنسية في المنطقة الخاضعة للحماية الفرنسية. وكان يشرف على إدارتها ويحرر افتتاحيتها محمد بن الحسن الوزاني، وصدر عددها الأول في فاس بتاريخ 4 أغسطس 1933، أربعة أشهر بعد أول احتفال بعيد العرش، العيد الذي روجت له هذه الصحيفة.

## تاريخ
عرض محمد بن الحسن الوزاني فكرة إصدار جريدة «عمل الشعب» على أعضاء قيادة التنظيم الوطني السري، التي كانت تعرف ب «الزاوية»، ووقع الاختلاف بسبب اختلاف خلفياتهم الثقافية، فلم ترحِّب الأغلبية بالفكرة، المنتمية إلى شباب جامعة القرويين والذين كانوا يحظون بتقدير الشخصيات الممولة لسير الحركة الوطنية، وكان سبب الرفض استعمال اللغة الفرنسية، حيث كان من المفترض مخاطبة الجماهير بلغتهم العربية من أجل تيسير عملية توعية وتعبئة الشعب حول القضية الوطنية. بينما كانت الأقلية تبرر استعمال الفرنسية لمخاطبة الاستعمار بلغته، خصوصا وأن السلطات الفرنسية في المغرب كانت تصْدِر سلسلة من الصحف بالفرنسية لدعم سياستها، فكان من الضروري مواجهتها بنفس اللغة دفاعا عن مصالح المغرب. ويرجع حماس هذه الأقلية المثقفة باللغة الفرنسية، إلى دراستهم في فرنسا والخبرة التي اكتسبوها بتحريرهم مقالات في مجلة «Maghreb» (مغرب) التي كانت تشكل منبر الحركة الوطنية بباريس الصادرة منذ يوليو 1932م، كما أن الوزاني كان مؤهَّلا ومتخصصا في الصحافة، حيث كان مساعدا للأمير شكيب أرسلان في إصدار جريدة «الأمة العربية» الصادرة بالفرنسية في جنيف.
ولم تمض غيرُ أشهر على صدور جريدة «عمل الشعب» حتى اضْطرَّ الوازاني التوقف عن إصدارها طبقا لقرار المحكمة الفرنسية، وعوضها بإصدار جريدة «إرادة الشعب» كبديل مؤقت، التي حمل عددها الأول تاريخ ديسمبر 1933. وبعد أن حكمت محكمة الاستئناف بالإفراج عن جريدة «عمل الشعب» أعادها الوازاني للصدور وأوقف جريدة «إرادة الشعب» التي أصدر منها 14 عددا.
ومن بين الكتاب الذين برزت مقالاتهم بالجريدة، أحمد الصفريوي وعمر بن عبد الجليل، الذي كان ينشر مقالات يفضح فيها انتهاكات الحماية الفرنسية بحق الفلاحين.